# Wolsey (Dakota del Sur)
Wolsey es un pueblo ubicado en el condado de Beadle en el estado estadounidense de Dakota del Sur. En el Censo de 2010 tenía una población de 376 habitantes y una densidad poblacional de 63,09 personas por km².

## Geografía
Wolsey se encuentra ubicado en las coordenadas 44°24′39″N 98°28′26″O / 44.41083, -98.47389. Según la Oficina del Censo de los Estados Unidos, Wolsey tiene una superficie total de 5.96 km², de la cual 5.87 km² corresponden a tierra firme y (1.56%) 0.09 km² es agua.

## Demografía
Según el censo de 2010, había 376 personas residiendo en Wolsey. La densidad de población era de 63,09 hab./km². De los 376 habitantes, Wolsey estaba compuesto por el 99.2% blancos, el 0% eran afroamericanos, el 0% eran amerindios, el 0.27% eran asiáticos, el 0% eran isleños del Pacífico, el 0.53% eran de otras razas y el 0% pertenecían a dos o más razas. Del total de la población el 0.8% eran hispanos o latinos de cualquier raza.